# 11016 Borisov
A 11016 Borisov (ideiglenes jelöléssel 1982 SG12) a Naprendszer kisbolygóövében található aszteroida. Ljudmila Ivanovna Csernih fedezte fel 1982. szeptember 16-án.